# Vilamòs
Vilamòs (nom officiel en aranais, Vilamós en catalan), est une commune de la comarque du Val d'Aran dans la province de Lérida en Catalogne (Espagne).

## Géographie
Elle comprend les villages de Vilamós et Era Bordeta et se situe à une altitude de 1255 m au cœur des montagnes Pyrénées.

## Économie
L'économie était essentiellement une économie de montagne basée sur l'élevage et exploitation forestière. Comme toute la vallée, l'économie primaire est en fort déclin. Les revenus locaux sont issus majoritairement du secteur tertiaire (tourisme notamment avec Vielha et la station de ski de Baqueira Beret).

## Lieux et monuments
- Chapelle Sant Miquèu, XIe siècle, considérée comme l'église la plus ancienne du Val d'Aran. Il s'agit de la chapelle d'un ancien ermitage attenant au côté Est, dont les murs subsistent.
- Église Santa Maria, XIe et XIIe siècles avec un bénitier orné de fleurs de lys sur un piédestal en marbre décoré en pointes de diamant.
- Écomusée Çò de Joanchiquet, faisant partie du Musée du Val d'Aran.

## Politique
Maires depuis 1979 :
- Josep Castet Busquet (1979 - 1983)
- Francesc Castet Condó (1983 - 2015)
- Oriol Sala Sánchez (2015 - Aujourd'hui)

## Festivités
- La fête municipale a lieu les 15 et 16 août.